# Quiriguá
Quiriguá az egykori maja civilizáció déli részének egyik jelentős városa volt. Romterülete a mai Guatemala keleti részén, Izabal megyében, a hondurasi határ közelében elterülő Quiringuá Nemzeti Park területén, a Motagua folyó alsó részének északi partján áll. A monumentális épületegyüttes piramisok, teraszok és lépcsők összetett rendszeréből áll. 1981 óta az UNESCO kulturális világörökségének része.

## Történelem
Az első lakók nyomai i. sz. 200 körülre datálhatók. A gazdagságát jáde- és obszidiánkereskedelemmel megalapozó város a 7. és a 10. század között élte fénykorát, ekkor a Karib-tenger kikötőivel is szoros kapcsolatban állt. Kezdetben politikailag (a mai Honduras területén található) Copántól függött, de 738-ban függetlenné vált és jelentős központtá fejlődött. 

## Ismert uralkodók
Quiriguá ismert uralkodói: 
| Név (vagy becenév)                 | Uralkodás         | Dinasztia |
| ---------------------------------- | ----------------- | --------- |
| "Tok Casper"                       | 426–?             | 1         |
| Tutuum Yohl K'inich                | 455 körül         | ?         |
| "3. király" ("Teknősbéka teknője") | 480 körül         | ?         |
| Mih Toh                            | 493–              | 4?        |
| K'awiil Yopaat ("5")               | 653 körül         | ?         |
| K'ak' Tiliw Chan Yopaat            | 724–785           | 14        |
| "Ég Xul"                           | 785 – kb. 795     | 15        |
| "Jáde Ég"                          | kb. 800 – kb. 810 | 17?       |

## Napjainkban
A ma látható legszebb műemlékek a 8. századból valók, köztük sztélék, amelyek feliratai fontos információkat hordoznak a maja történelemmel, benne politikai és katonai eseményekkel, valamint az időszámítással kapcsolatban. Ezek a feliratok olyan magas művészi színvonalak képviselnek, hogy önálló műalkotásoknak is tekinthetők. Jellemző rájuk a magas és mély domborművek ötvözése, és a frontális ábrázolásmód. Elkészítésükhöz nem használtak fémszerszámokat, egyetlen eszközük a kővéső volt. A legnagyobb sztélé az úgynevezett E sztélé a maja kor legnagyobb fejtett kőtömbje, magassága több mint tíz méter, súlya eléri a hatvan tonnát.

A maja civilizáció déli része

## Fordítás
- Ez a szócikk részben vagy egészben  a   Quiriguá című angol Wikipédia-szócikk fordításán alapul.  Az eredeti cikk szerkesztőit annak laptörténete sorolja fel. Ez a jelzés csupán a megfogalmazás eredetét és a szerzői jogokat jelzi, nem szolgál a cikkben szereplő információk forrásmegjelöléseként.